# 凌 (天體)
凌，或明確的說是天體的凌，在天文學上有三種意義：
- 凌是觀測者在特殊的有利位置上，觀測到一個天體從另一個天體前方經過，遮蔽掉後方天體一小部分的一種天文事件。如果前面的天體遮蔽掉後方天體的主要部分或全部，則稱為掩蔽。
- 凌是因為地球自轉使其它天體經過子午線的現象，這時該天體位於出沒路徑的中間點。例如，太陽在正午經過子午線。觀測天體經過子午線的時間對時間的維持曾經是很重要的工作（參見中星儀）。
- 恆星穿越是一顆恆星通過望遠鏡目鏡視野的現象。精確的測量時間或海拔高度可以得到恆星位置或觀測地的地理位置（地理緯度/經度）。

這篇文章介紹的是第一種的凌。

## 定義

從地球看見的木衛一凌木星的模擬。在木星的表面可以看見木衛一的影子，由於不是和太陽與地球在同一條線上，影子略為在木衛一的前方前進。

“凌”這個詞的意義是鄰近天體看起來明顯的比遠方的天體小很多。較近的天體看起來較大且將更遠處的天體完全隱蔽的情況稱為掩星。
一個凌的例子是涉及介於地球和太陽之間運動的行星，這只發生在內行星，也就是水星和金星（參考水星凌日和金星凌日）。但是，如果從外面的行星，像是火星，也會發生地球凌日。

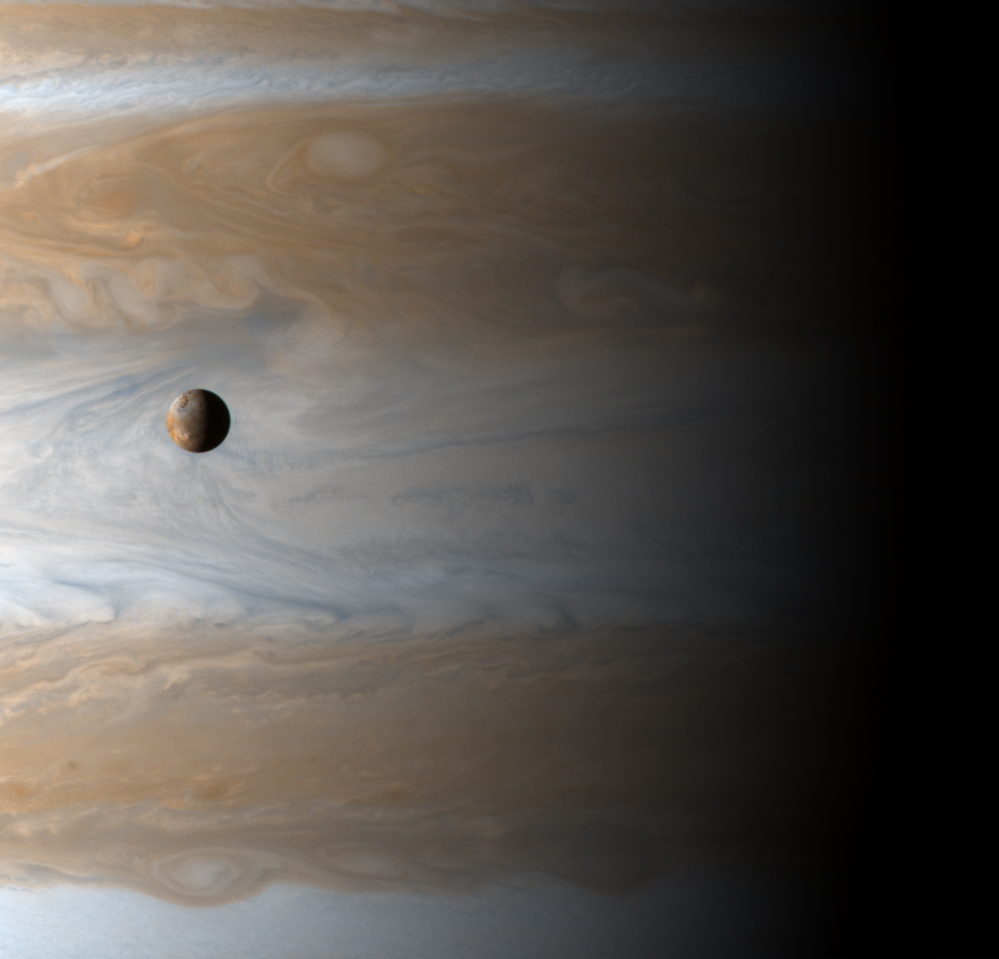
從卡西尼-惠更斯號太空船觀察到的埃歐凌木星。

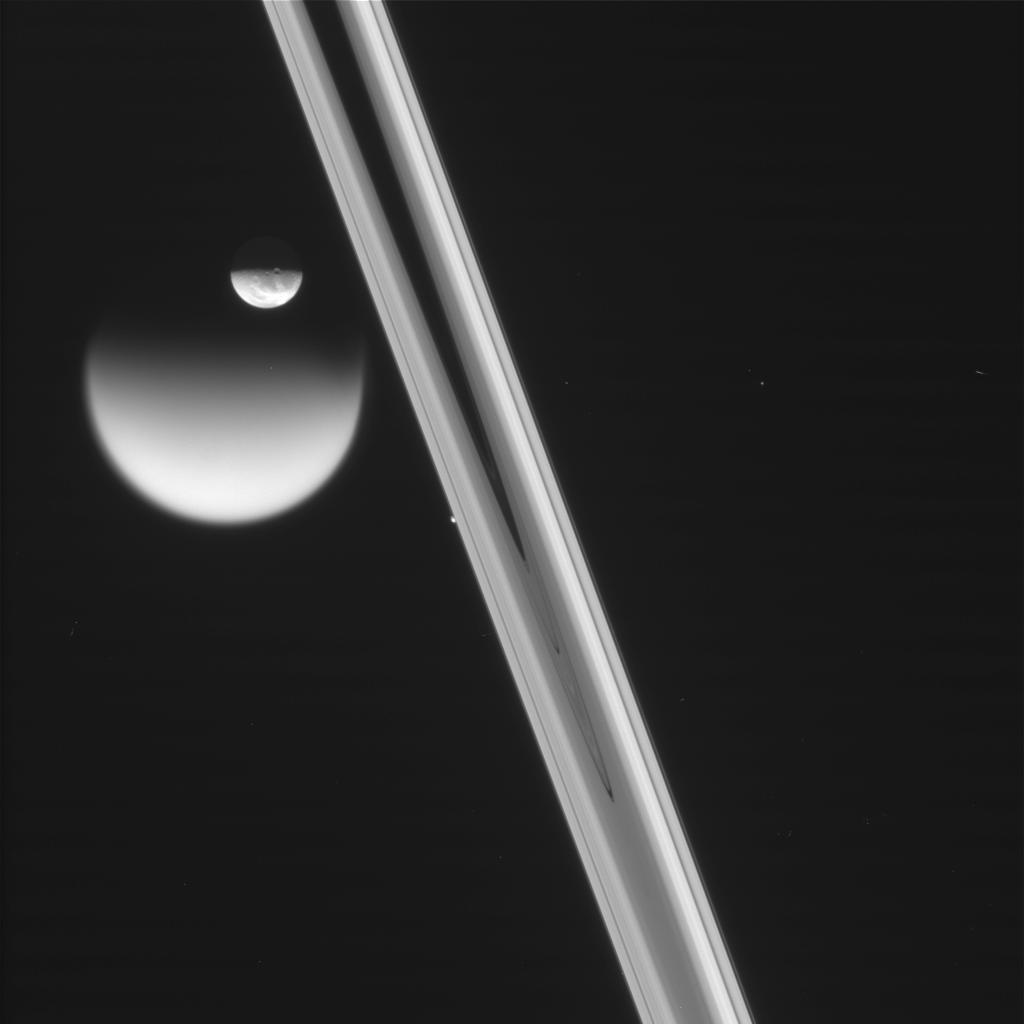
從卡西尼-惠更斯號太空船觀察到的迪奧凌泰坦。背景是被土星環掩蔽的小衛星普羅米修斯。

這個詞也可以用來描述從地球看見其他行星的衛星橫越過母行星的運動，例如伽利略衛星之一的埃歐、歐羅巴、加利美德、或卡里斯多。
凌需要三顆天體排列在一條直線上，更罕見的是四顆天體排列的情況。離現在最近的一次發生在1586年4月27日，當在金星看見水星凌日的同時，從土星也看見水星凌日和金星凌日。
近幾年來，主要都是經由檢測行星橫越自身恆星的可能性，令人興奮的發現系外行星。HD 209458b是第一顆利用凌發現的行星。

## 行星相互的凌與掩

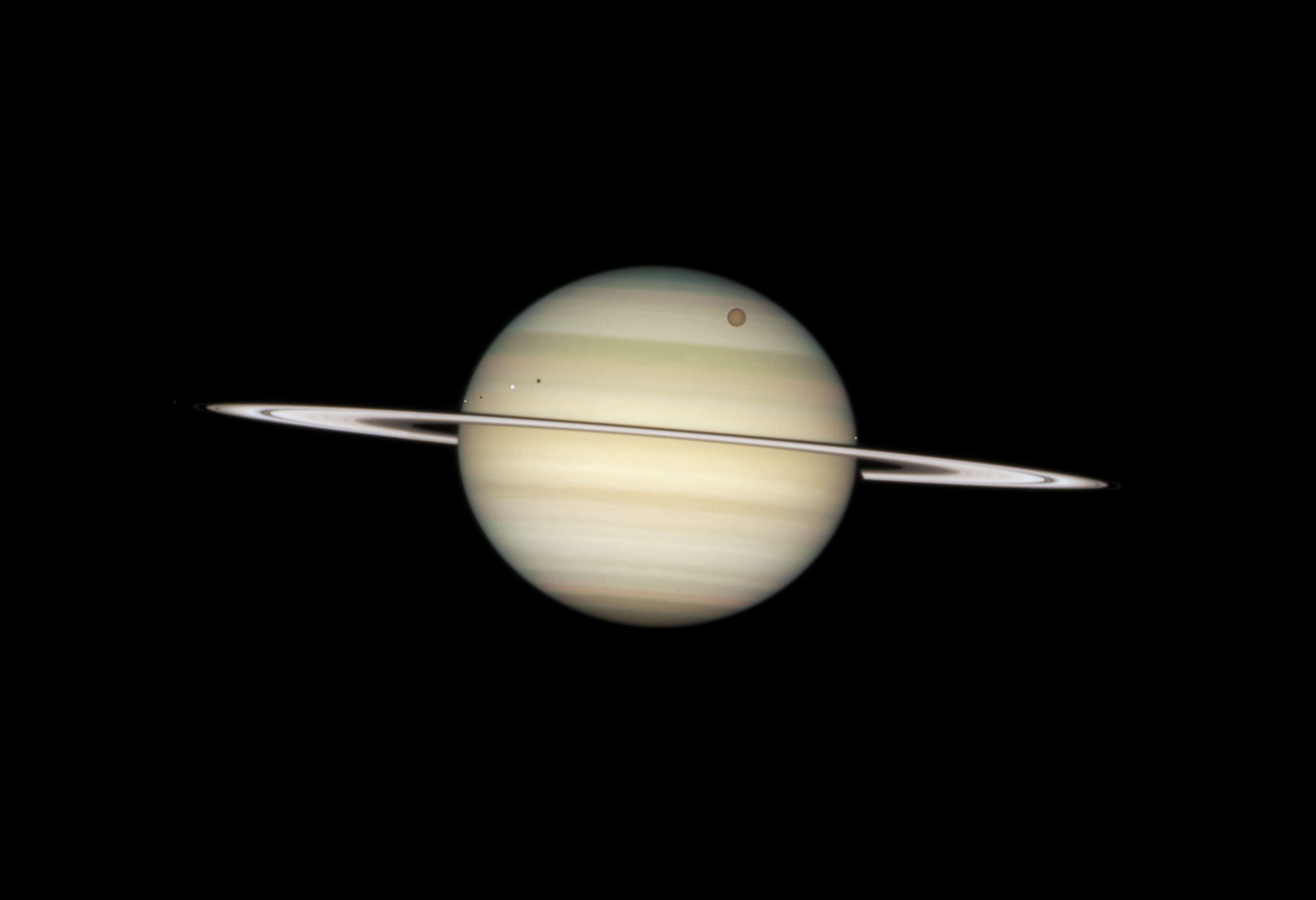
哈伯太空望遠鏡拍攝到的4顆衛星同時凌土星。

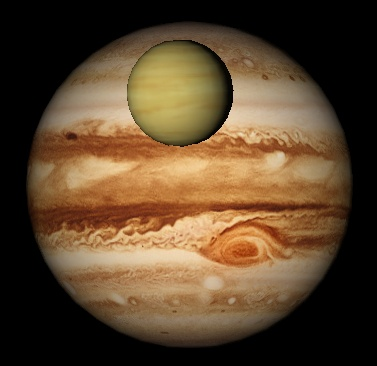
模擬的1818年1月3日金星凌木星。

一顆行星從另一顆行星前方經過的凌是很罕見的。下一次的凌行星（從地球上觀察）將發生在2065年11月22日，大約在12:43（UTC，金星 (視直徑10.6"）在接近上合的位置凌木星（視直徑30.9"）；但是屆時的離日度只有8°，因此以肉眼或沒有保護裝置的裸眼是看不到的。當近的天體比遠的天體大時，遠方的天體會被完全遮蔽，這種事件就不是凌而是掩。在金星凌木星之前，金星會掩蔽木星的衛星加利美德，時間大約在11:24 UTC，在地球的南半球有一些地區可以看見。取決於觀測者的位置，視差會使各地觀測者看見的時間有數分鐘的差別。
在1700年至2200年，從地球上能觀察到行星互的凌和掩只有18次。請注意在1818年至2065年不會發生的空檔。
- 1702年9月19日–木星掩海王星
- 1705年7月20日–水星凌木星
- 1708年7月14日–水星掩天王星
- 1708年10月4日–水星凌木星
- 1737年5月28日–金星掩水星
- 1771年8月29日–金星凌土星
- 1793年7月21日–水星掩天王星
- 1808年12月9日–水星凌土星
- 1818年1月3日–金星凌木星
- 2065年11月22日–金星凌木星
- 2067年7月15日–水星掩海王星
- 2079年8月11日–水星掩火星
- 2088年10月27日–水星凌木星
- 2094年4月7日–水星凌木星
- 2104年8月21日–金星掩海王星
- 2123年9月14日–金星凌木星
- 2126年7月29日–水星掩火星
- 2133年12月3日–金星掩水星

在2200年以後的掩星包括：
- 40396年12月1日TT –天王星凌海王星

1737年的事件被格林尼治天文台的約翰·貝維斯觀測到——它是唯一有詳盡記錄的行星互掩事件。1170年9月12日的火星凌木星被中國的天文學家和坎特伯雷的僧侶傑維絲觀測到。此外，海德堡的Michael Maestlin在1590年10月3日觀測到金星掩火星的事件。
未來從地球以外的行星可以看見的凌包括：
- 2021年6月23日–從金星看見地球掩冥王星 Archive.today的存檔，存档日期2012-07-16
- 2022年11月29日–從火星看見地球掩水星
- 2032年1月12日–從金星（南極）看見地球凌土星
- 2032年9月11日–從火星看見水星凌木星
- 2064年9月2日–從水星看見金星掩天王星
- 2065年11月22日–從木星看見金星掩地球
- 2079年8月11日–從火星看見水星凌地球
- 2079年11月4日–從火星看見木星掩天王星
- 2088年10月27日–從木星看見水星凌地球
- 2094年4月7日–從木星看見水星凌地球
- 2100年4月20日–從水星看見金星凌土星

## 接觸
在凌的過程中有四個特殊狀態的“接觸”，即當小圓（小天體）盤面的周圍在視覺與大圓（大天體）外緣的接觸只有一個點的狀態。從歷史上看，在凌的過程中精確的測量每一個接觸的時間，是用來確定天體位置最準確的一種方法。這些接觸依照下列的順序發生：
- 第一接觸（初外切）：小天體完全在大天體的外側，開始要進入的瞬間（"exterior ingress"），凌的過程開始。
- 第二接觸（初內切）：小天體完全進入大天體內側的瞬間，仍將繼續進入（"interior ingress"）。
- 第三接觸（終內切）：小天體完全在大天體的內側，開始要移出大天體的瞬間（"interior egress"）。
- 第四接觸（終外切）：小天體完全離開大天體的瞬間（"exterior egress"），凌的過程結束。